# Монтиньи-сюр-Мёз
Монтиньи́-сюр-Мёз (фр. Montigny-sur-Meuse) — коммуна во Франции, находится в регионе Шампань — Арденны. Департамент — Арденны. Входит в состав кантона Фюме. Округ коммуны — Шарлевиль-Мезьер.
Код INSEE коммуны — 08304.
Коммуна расположена приблизительно в 220 км к северо-востоку от Парижа, в 125 км севернее Шалон-ан-Шампани, в 31 км к северу от Шарлевиль-Мезьера.

## Население
Население коммуны на 2008 год составляло 90 человек.
| 1962 | 1968 | 1975 | 1982 | 1990 | 1999 | 2008 |
| ---- | ---- | ---- | ---- | ---- | ---- | ---- |
| 95   | 130  | 101  | 99   | 104  | 78   | 90   |

## Экономика
В 2007 году среди 53 человек в трудоспособном возрасте (15—64 лет) 36 были экономически активными, 17 — неактивными (показатель активности — 67,9 %, в 1999 году было 69,8 %). Из 36 активных работали 27 человек (18 мужчин и 9 женщин), безработных было 9 (4 мужчины и 5 женщин). Среди 17 неактивных 3 человека были учениками или студентами, 5 — пенсионерами, 9 были неактивными по другим причинам.

## Достопримечательности
- Церковь Сен-Ламбер[фр.] (1765 год). Памятник истории с 1993 года.[3]

## Фотогалерея

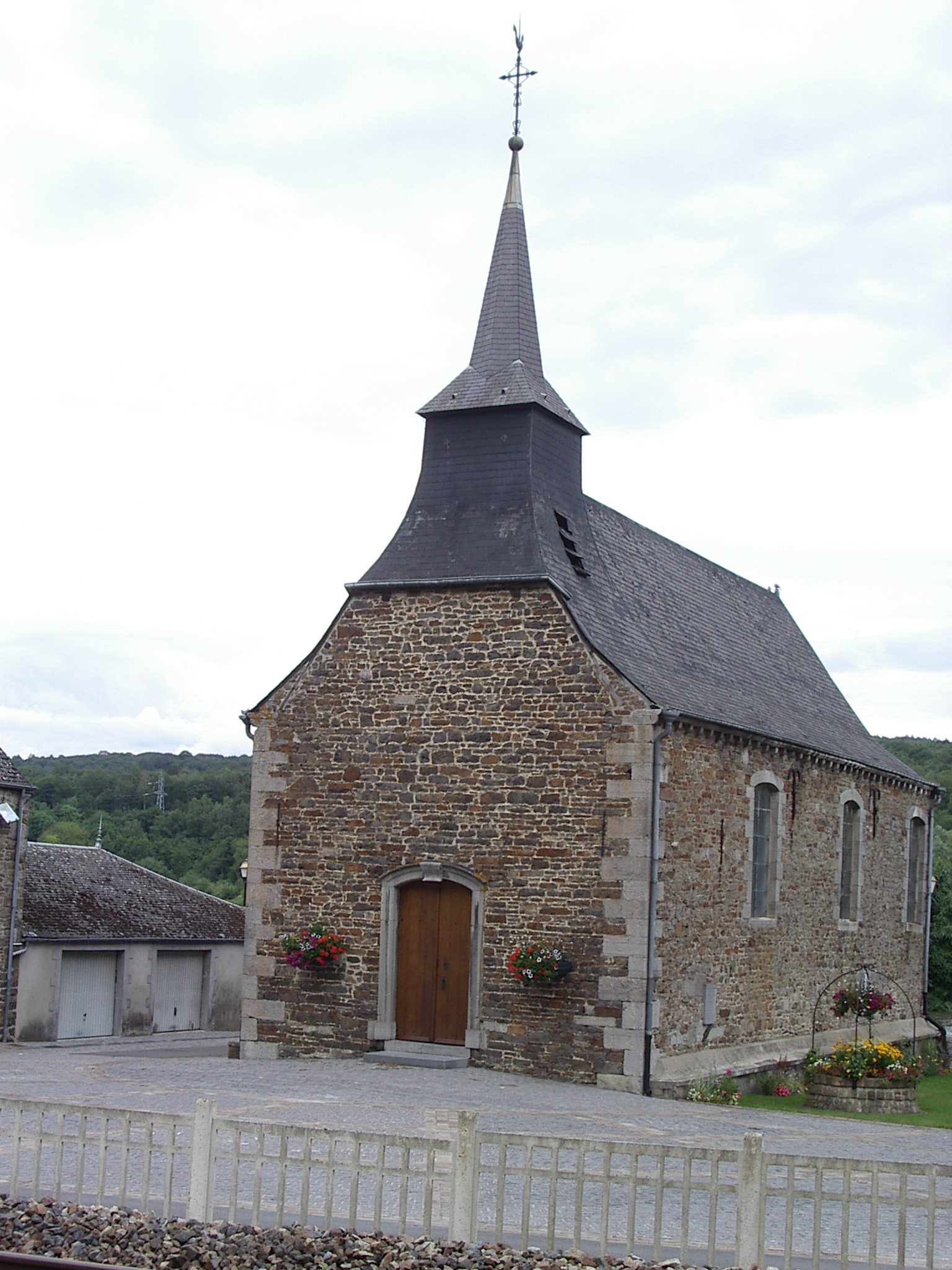
Церковь Сен-Ламбер
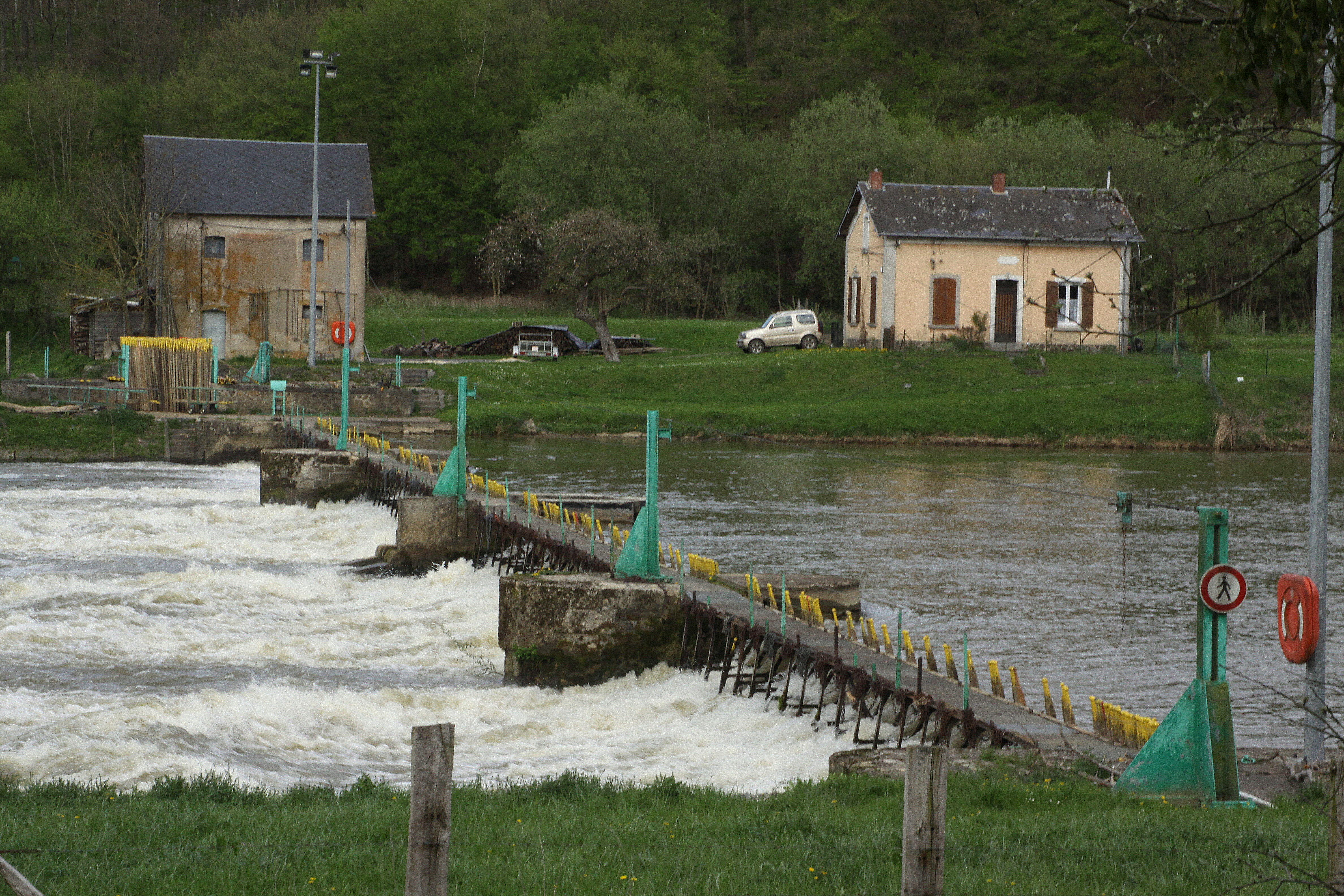
Плотина
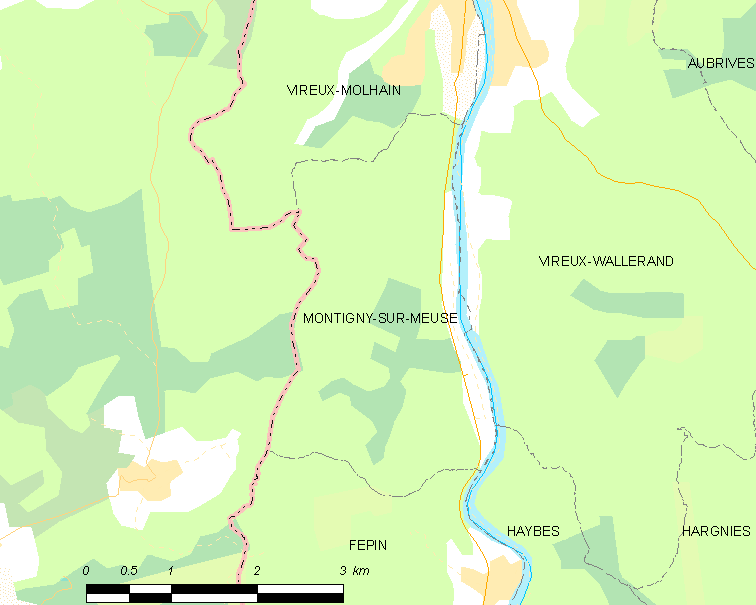
Карта коммуны